# Friedrich Arnold (Politiker)
Friedrich Arnold (* 17. Mai 1912 in Marienbad; † 29. Juli 1969 in Amberg) war ein deutscher Politiker (CSU).

## Werdegang
Arnold, der als Oberstudiendirektor in Amberg arbeitete, beantragte am 18. Dezember 1938 die Aufnahme in die NSDAP und wurde rückwirkend zum 1. November desselben Jahres aufgenommen (Mitgliedsnummer 6.663.031), allerdings 1941/42 aus der Partei entlassen. Nach dem Krieg gehörte von November 1958 bis kurz vor seinem Tod als Abgeordneter dem Bayerischen Landtag an.

## Auszeichnungen
- 1952: Nordgau-Kulturpreis der Stadt Amberg in der Kategorie „Nordgauförderung“